# کمار بندی
کمار بندی (به انگلیسی: Kumar Bandi) یک منطقهٔ مسکونی در پاکستان است که در مظفرآباد واقع شده‌است.